# Planet Rock: The Album
Planet Rock: The Album è il primo album old School rap di Afrika Bambaataa e Soulsonic Force, pubblicato nel 1986. Viene considerato una pietra miliare di stili quali la house di Chicago e la Detroit techno.
I singoli tratti dall'album sono Planet Rock, brano suonato con una batteria elettronica Roland TR-808 programmata da Arthur Baker e considerato il 240 brano più bello di sempre dalla rivista Rolling Stone, Looking for the Perfect Beat, un brano considerato precursore dell'hardcore rap, e Renegades of Funk.

## Tracce
Tutte le tracce sono state composte da Afrika Bambaataa e i Soulsonic Force, eccetto dove indicato.
1. Planet Rock – 7:31
2. Looking for the Perfect Beat – 6:51
3. Renegades of Funk – 6:45
4. Frantic Situation – 5:07 (realizzata con Melle Mel)
5. Who You Funkin' With? – 6:23
6. Go-Go Pop – 6:00 (realizzata con i Trouble Funk)
7. They Made a Mistake – 5:30

## Formazione
- Arthur Baker - produzione e missaggio
- Keith Leblanc - produzione
- Herb Powers Jr. - mastering
- Latin Rascals - remissaggio
- Afrika Bambaataa - produzione e missaggio
- John Aquilino - illustrazioni, scrittura a mano
- Jay Burnett - missaggio
- Albert Cabrera - remissaggio
- Skip McDonald - produzione
- Tony Moran - remissaggio
- John Robie - produzione e missaggio
- LeRoi Evans - produzione e missaggio
- Rae Serrano - produzione e composizione
- Adrian Sherwood - missaggio
- Andy Wallace - missaggio
- Doug Wimbish - produzione
- Monica Lynch - direzione del design
- Steven Miglio - copertina e design
- Fats Comet - produzione e missaggio
- M.C. G.L.O.B.E. - voci